# Jacques Dubochet
Jacques Dubochet (8 de junho de 1942) é um biofísico suiço. Compartilhou o Nobel de Química de 2017 com Joachim Frank e Richard Henderson, pelo desenvolvimento da microscopia crioeletrônica para a determinação em alta-resolução da estrutura de biomoléculas em solução.